# Hedo Türkoğlu
Hidayet "Hedo" Türkoğlu (* 19. března 1979 Istanbul) je bývalý turecký basketbalista. Patnáct let působil v severoamerické NBA. Dosáhl tam 11 022 bodů v 997 zápasech (11,1 bodu na zápas). Působil v klubech Sacramento Kings (2000–2003), San Antonio Spurs (2003–2004), Orlando Magic (2004–2009, 2010–2014), Toronto Raptors (2009–2010), Phoenix Suns (2010) a Los Angeles Clippers (2014–2015). Nejlepšího výsledku dosáhl roku 2009, když s Orlandem skončil na 2. místě. V Turecku začínal v dresu Anadolu Efes S.K. (dříve Efes Pilsen), s nímž jednou vyhrál tureckou ligu (1997) a dvakrát turecký pohár (1997, 1998). S tureckou basketbalovou reprezentací získal stříbro na mistrovství světa v roce 2010 a stříbro na mistrovství Evropy roku 2001. Od roku 2016 je prezidentem Turecké basketbalové federace. Je znám jako podporovatel prezidenta Recepa Erdogana.